# Giải thưởng Nhà nước đợt IV (2016-2017)
Tối 15 tháng 1 năm 2017, Lễ trao Giải thưởng Nhà nước về Khoa học và Công nghệ đợt IV đã được Bộ Khoa học và Công nghệ tổ chức trọng thể tại Hội trường Bộ Quốc phòng. Có 7 công trình được trao tặng đợt này.
Ngày 20 tháng 5 năm 2017, Lễ trao tặng Giải thưởng Nhà nước về Văn học Nghệ thuật năm 2017 đã được tổ chức trọng thể tại Nhà hát lớn, Hà Nội. Có 67 tác giả và cố tác giả được trao tặng đợt này.

## Khoa học Công nghệ (7)[1]

### Khoa học xã hội
- GS.TSKH. Nguyễn Quang Hồng với công trình: Khái luận văn tự học chữ Nôm.
- GS.TS. Nguyễn Tài Thư và 6 đồng tác giả với cụm công trình: Lịch sử tư tưởng Việt Nam.

### Khoa học tự nhiên và kỹ thuật
- KS. Trần Xuân Hoàng và 08 đồng tác giả với cụm công trình: Nghiên cứu phương án tối ưu để chế tạo, hạ thủy và lắp đặt chân đế siêu trường siêu trọng ở vùng nước sâu hơn 100m phù hợp với điều kiện ở Việt Nam.

- ThS. Nguyễn Thanh Hà và 11 đồng tác giả với cụm công trình: Cầu Hàm Luông - QL60, tỉnh Bến Tre.
- GS.TSKH. Thân Đức Hiền và 13 đồng tác giả với công trình: Nghiên cứu cơ bản và định hướng ứng dụng các vật liệu từ liên kim loại đất hiếm - kim loại chuyển tiếp.

### Khoa học nông nghiệp
- PGS.TS. Trần Thị Cúc Hòa và 4 đồng tác giả với công trình: Nghiên cứu chọn tạo và phát triển 2 giống lúa mới OM6976 và OM5451 có năng suất và chất lượng cao phục vụ sản xuất và xuất khẩu.

### Khoa học y - dược
- GS.TS. Nguyễn Gia Bình và 27 đồng tác giả với cụm công trình: Nghiên cứu ứng dụng các kỹ thuật lọc máu hiện đại trong hồi sức cấp cứu bệnh nhân nặng và ứng phó với một số dịch bệnh nguy hiểm.

## Văn học Nghệ thuật (đợt 1: 67[2]; đợt 2: 28[3])

### Văn học
- Đào Văn Thắng (Đào Thắng, Đào Danh Thắng, Đào Nhật Minh) với cụm tác phẩm: Dòng sông mía (tiểu thuyết); Nước mắt (tiểu thuyết).
- Phạm Đức Ban (Đức Ban) với cụm tác phẩm: Trăng vỡ (tiểu thuyết) và Đêm thức (tập truyện ngắn).
- Nguyễn Cao Sơn (Cao Duy Sơn) với cụm tác phẩm: Đàn trời (tiểu thuyết); Ngôi nhà xưa bên suối (tập truyện ngắn).
- Trần Quang Điển (Tùng Điển) với tác phẩm: Những ô cửa màu nâu (tập truyện ngắn).
- Võ Khắc Nghiêm (Hương Chi, Nghiêm Minh) với cụm tác phẩm: Mạnh hơn công lý (tiểu thuyết); Mảnh đời của Huệ (tiểu thuyết).
- Kiều Vượng với tác phẩm Vùng trời thủng (tiểu thuyết).
- Dương Văn Hướng (Dương Hướng) với tác phẩm Bến không chồng (tiểu thuyết).
- Trần Quang Quý với cụm tác phẩm: Giấc mơ hình chiếc thớt (tập thơ); Màu tự do của đất (tập thơ); Siêu thị mặt (tập thơ).
- Đào Mạnh Thông (Trúc Thông) với cụm tác phẩm: Một ngọn đèn xanh (tập thơ); Ma-ra-tông (tập thơ).
- Nguyễn Xuân Khánh với cụm tác phẩm: Hồ Quý Ly (tiểu thuyết); Đội gạo lên chùa (tiểu thuyết); Mẫu thượng ngàn (tiểu thuyết).
- Phạm Văn Hoa (Phạm Hoa) với cụm tác phẩm: Miền xa thẳm (tiểu thuyết); Ngày không bình thường (truyện ngắn).
- Lê Thị Mây (Phạm Tuyết Hoa, An Hoa) với cụm tác phẩm: Lê Thị Mây - tuyển tập thơ; Tự khúc ánh sáng (trường ca); Lửa mùa hong áo (trường ca).
- Nguyễn Quang Thiều (Hoàng Lê) với các tác phẩm: Sự mất ngủ của lửa (tập thơ); Mùa hoa cải ven sông (tập truyện ngắn); Những người đàn bà gánh nước sông (tập thơ).
- Nguyễn Đình Huy (Quang Huy) (truy tặng)
- Lò Ngân Sủn (truy tặng)

Đợt 2
- Hoàng Quốc Hải
- Nguyễn Thị Tài Hồng (Lê Minh)
- Đỗ Văn Thuận (Hồng Diệu)
- Ông Văn Tùng
- Phạm Vũ La (Hoàng Luyện)
- Nguyễn Đình Lạp
- Trần Văn Lễ (Trần Lê Văn)
- Tạ Hữu Yên

### Âm nhạc
- Phó Giáo sư, Nhà giáo Nhân dân Hoàng Cương với các tác phẩm khí nhạc: Ký ức dòng sông (tổ khúc 4 chương cho dàn nhạc dây), Trống tràng thành (Scatte-Ballade viết cho violencello và piano), Quintet (cho contrabasse violon, viola, piano), Bài ca tháng Năm (hợp xướng và dàn nhạc giao hưởng), Thác đổ (giàn nhạc giao hưởng).
- Giáo sư, Tiến sĩ Trần Thế Bảo với sách Suy nghĩ về nhạc luật cổ truyền, khí nhạc Concerto Piano và dàn nhạc nhỏ; khí nhạc Concerto cho Violoncelle và dàn nhạc giao hưởng và ca khúc Nửa đêm.
- Phạm Tịnh với các ca khúc Điều chưa thấy trong văn tự người Dao, Từ chân ruộng bậc thang.
- Nguyễn Văn Quỳ (Đỗ Quyên) với các tác phẩm: khí nhạc Sonate cho violon và piano số 4, 5, 6, 7, 8; các ca khúc: Bác Hồ vầng dương của chúng ta, Yêu người bao nhiêu yêu nghề bấy nhiêu, Thanh niên trên công trường, Ca mừng Bác; hợp xướng: Ánh sáng Lê-nin.
- Trần Mạnh Hùng với các tác phẩm: giao hưởng 4 chương Một nửa cõi trầm; giao hưởng thơ Lệ Chi Viên; các ca khúc: Giấc mơ mùa lá, Gió lộng bốn phương, Ơi mẹ làng Sen.
- Hình Phước Long (Ngô Hữu Ly) với chùm ca khúc: Gần lắm Trường Sa, Gặp anh trên đảo Sinh Tồn, Vầng trăng nơi đảo xa, Đêm xoang Tây Nguyên, Khánh Hòa, một khúc ca.
- Hoàng Sông Hương
- Văn Thành Nho (Vũ Thành Nho) với chùm ca khúc: Đất nước lời ru, Nước non vọng khúc nguyệt cầm, Điệu xòe múa hoa ban, Chuồn chuồn thi sĩ, Ê-mơ-nga, anh yêu em.
- NSND Đặng Văn Hùng
- NSƯT Đỗ Dũng với các bản khí nhạc: Sinh tử luân hồi (Concerto cho piano và dàn nhạc), Tổ quốc (hợp xướng và dàn nhạc giao hưởng), Tôi nghe âm điệu quê hương tôi (giao hưởng).
- Vũ Kiến Thiết (Vũ Thiết) với các ca khúc: Tiếng hát bên dòng sông Trà, Lời sóng hát, Khúc tráng ca biển, Nghe câu quan họ trên cao nguyên.
- Trần Văn Chừng (truy tặng) với các tác phẩm: Vui mùa chiến thắng, Bác Hồ trong lòng dân Tây Nguyên, Hạt cát ấy - bông hoa ấy, Đêm xoang Tây Nguyên, Trường Sa - ơi Trường sa.

Đợt 2
- Cao Việt Bách
- Trần Viết Bính (Trần Việt)
- Nguyễn Thế Song
- Nguyễn Văn Vinh (Quang Vinh)
- Lê Việt Hòa

### Sân khấu
- Giáo sư, Tiến sĩ, Nhà giáo nhân dân Trần Quán Anh
- Nguyễn Sĩ Chức
- Nguyễn Hoàng Chương (Nguyễn Đăng Chương)
- Nghệ sĩ nhân dân Phùng Huy Bính
- Chu Văn Thơm (Chu Thơm)
- Phó Giáo sư, Tiến sĩ Trần Trí Trắc (Hồ Chí Nam, Trần Đức Trí)
- Nguyễn Ngọc Thụ
- Lưu Quang Hà (truy tặng)
- Chu Hồng Phi (truy tặng)

Đợt 2
- Phạm Vũ La (Hoàng Luyện)
- Nguyễn Thành Đại (Từ Lương)

### Mỹ thuật
Hội họa
- Đỗ Sơn

Điêu khắc
- Nguyễn Văn Quế (truy tặng)

Đợt 2
Hội họa
- Vũ Quốc Ái (Lê Lam)
- Cổ Tấn Long Châu
- Bửu Chỉ
- Nguyễn Bích

Điêu khắc
- Phạm Thị Gia Hương (Vũ Thạch)

### Nhiếp ảnh
Đợt 2
- Nguyễn Hữu Cấy
- Hứa Thanh Kiểm
- Mầu Hoàng Thiết
- Lâm Tấn Tài

### Múa
- Nghệ sĩ nhân dân Trần Xuân Thanh
- Nghệ sĩ nhân dân Nguyễn Văn Quang

### Văn nghệ dân gian
- Nghệ nhân ưu tú Lương Thị Đại
- Phạm Vương Túc (Phạm Vương Anh)
- Hoàng Trần Nghịch
- Nghệ nhân ưu tú Bùi Huy Vọng (Bùi Cao Sơn)
- Trần Sĩ Huệ (Trần Huyền Ân)
- Phó Giáo sư, Tiến sĩ Ngô Văn Doanh
- Nguyễn Hải Liên
- Nguyễn Minh Hiệu (Huệ Diệu, Cơ Hồng Diệu) (truy tặng)

Đợt 2
- Ngô Đức Thịnh
- Trần Lâm Biền (Trần Lâm, Tuệ Lâm)
- Diệp Đình Hoa
- Hoàng Anh Nhân

### Kiến trúc
- Phó Giáo sư Trần Hùng (truy tặng)
- Lê Thành Vinh
- Lưu Hướng Dương

### Điện ảnh
- Nghệ sĩ nhân dân Lê Văn Thi (Lê Thi)
- Tiến sĩ Ngô Phương Lan (Vũ Phương)
- Nghệ sĩ Nhân dân Đào Bá Sơn
- Nghệ sĩ Nhân dân Nguyễn Hà Bắc
- Đạo diễn, Nghệ sĩ Nhân dân Phạm Nhuệ Giang
- Nghệ sĩ ưu tú Nguyễn Hoàng
- Nguyễn Tường Phương
- Nghệ sĩ ưu tú Nguyễn Xuân Sơn
- Nghệ sĩ Nhân dân Trần Thế Dân
- Nghệ sĩ Nhân dân Nguyễn Thị Phương Hoa
- Nghệ sĩ ưu tú Nguyễn Đức Tiến (Lê Bảo, Chăn Keo)
- Nghệ sĩ ưu tú Nguyễn Minh Chuyên
- Nguyễn Anh Dũng
- Nghệ sĩ Nhân dân Trương Qua (Tấn Vũ) (truy tặng)
- Đào Thanh Tùng (truy tặng)
- Nghệ sĩ ưu tú Nguyễn Ngọc Trung (truy tặng)

### Chưa rõ chuyên ngành
Đợt 2
- Trần Hoàng Hải